# Voedselkilometers

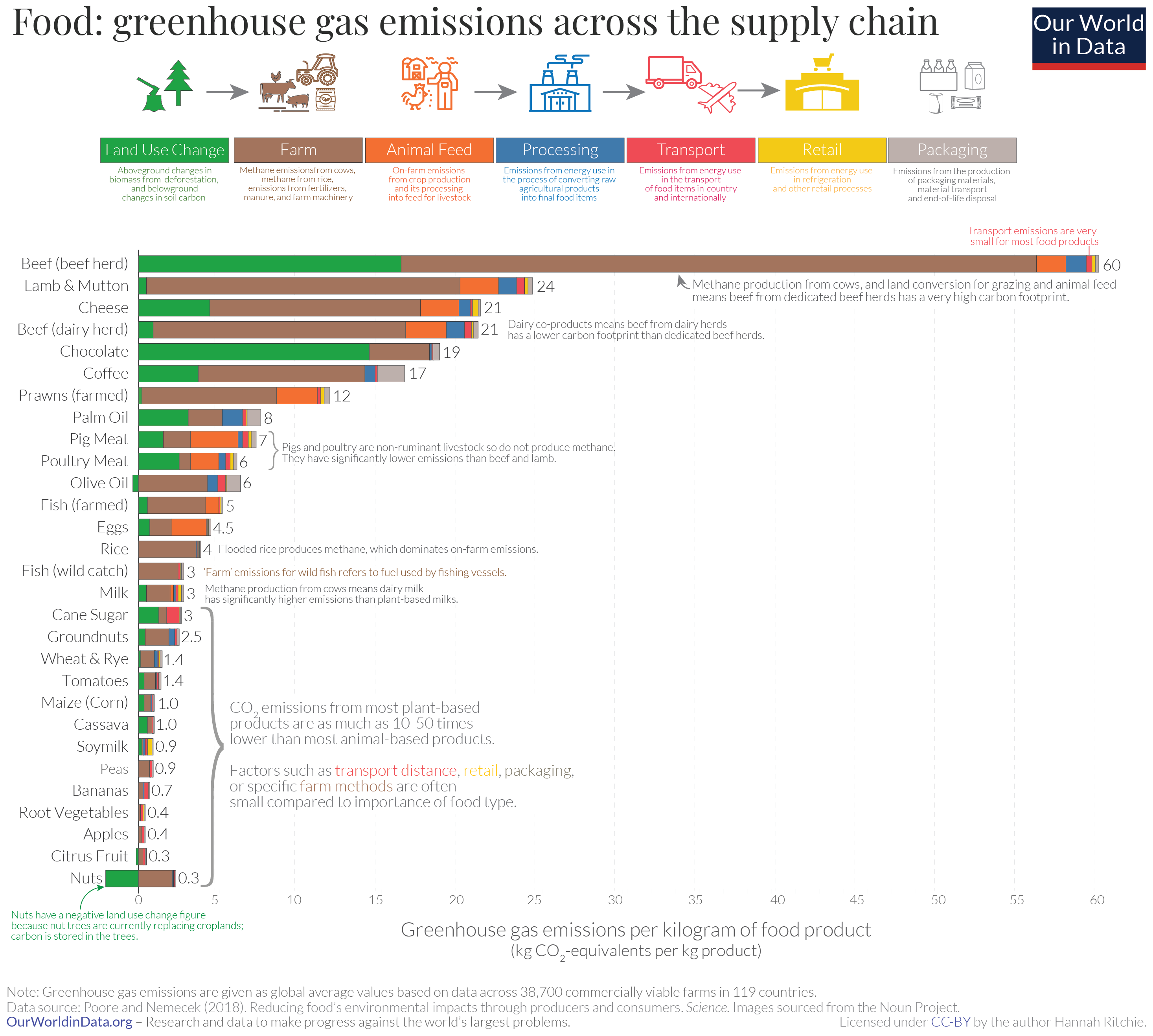
Transport (in het rood) is slechts een zeer klein aandeel in de broeikasgasemissies van voedsel.

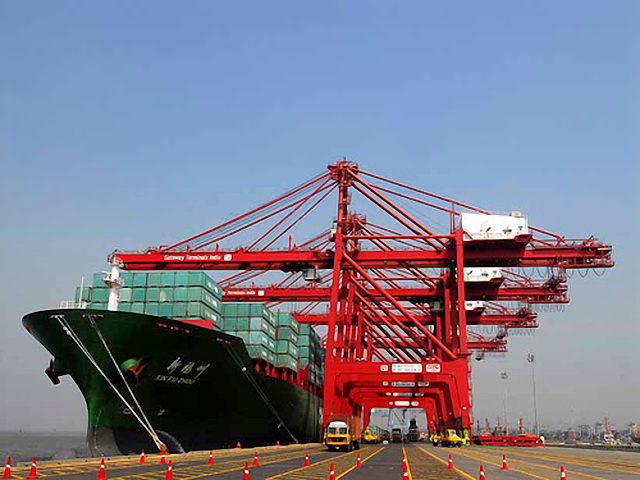
Een havenkraan lost vracht uit een containerschip in Navi Mumbai, India

Voedselkilometers is het aantal kilometers dat voedsel aflegt van producent naar consument, en meer algemeen een concept dat de CO2-uitstoot van dat transport relateert aan de milieu-impact. In de jaren 90 werd de term voor het eerst gebruikt door de SAFE-alliantie, in een rapport over de milieueffecten van de toegenomen internationale handel. Het concept was populair. Milieubewegingen, vooral in Europa, pleitten voor voedingslabels met informatie over voedselkilometers. In Europa was het lange tijd een gangbare maatstaf. Het concept bleek echter te simplistisch. Vanaf de jaren 2000 trekken onderzoeken de stelling in twijfel dat meer voedselkilometers automatisch een groter brandstofverbruik betekent.
Volgens een beleidsmedewerker van Oxfam-Wereldwinkels is het nabijheidscriterium van voedselkilometers een onvolledig concept dat geen rekening houdt met de energie-efficiëntie van verschillende transportmodi. Zo is de CO2-uitstoot bij transport per vliegtuig vijftig tot honderd keer groter dan bij vervoer per schip. En transport per vrachtauto veroorzaakt tien keer meer broeikasgasuitstoot dan vervoer per trein. Daarbij speelt ook een rol welk soort brandstof wordt gebruikt. Het laatste eindje in het transport, dat van de winkel naar de eigen woning (last mile), heeft ook grote impact. Met de fiets of lopend is het vervoer milieuvriendelijker dan met de auto, en een supermarkt laten bezorgen duurzamer dan met de auto bij de lokale boer langsgaan.
Bovendien geldt voor sommige voedingsmiddelen dat zelfs vervoer per vliegtuig milieuvriendelijker is dan ze lokaal produceren. Dat heeft ermee te maken dat van alle broeikasgasuitstoot uit voedselproductie, 11 procent voortkomt uit vervoer, en 83 procent uit de productie en verwerking ervan. Bij die productie is van belang het gebruik van water en duurzame energie, hoe wordt bemest en geoogst, enzovoort. Bijvoorbeeld tomaten, die warmte en water nodig hebben, worden in Nederland verbouwd in kassen die energie gebruiken, terwijl in Spanje de zon voor warmte zorgt maar water juist schaarser is. Een ander voorbeeld zijn sperziebonen, die weliswaar via een vliegtuig arriveren, maar in Kenia worden geproduceerd zonder tractoren, en met koeienmest als meststof. Het seizoen heeft ook grote invloed op zowel de belasting van het milieu als de betaalbaarheid.
Preciezer dan vervoerskilometers is een levenscyclusanalyse, hoewel die ook niet ideaal is, aangezien daarbij niet gelet wordt op duurzaamheid en arbeidsomstandigheden. Zo kan armoede afnemen in de ontwikkelingslanden als daar geproduceerd voedsel wordt afgenomen in de Westerse wereld. De rijkste landen staan sowieso in voor het grootste deel van de voedselkilometeruitstoot; die landen vormen 12,5 procent van de wereldbevolking, maar zijn verantwoordelijk voor 46,5 procent van de uitstoot.
In 2018 kwam ChristenUnie-Kamerlid Carla Dik-Faber met het voorstel dat in Nederland geproduceerd voedsel met voorrang moet worden aangeboden in supermarkten.
In juni 2022 publiceerde een groep Australische wetenschappers een studie die alle transport in de productieketen meerekent, inclusief transport van meststoffen, dierenvoer, landbouwwerktuigen, enzovoort. Uit hun berekening, door NRC getypeerd als een "inclusieve voedselkilometertelling", komt naar voren dat alle elementen in de aanvoerketen die nodig zijn om voedsel überhaupt te kunnen produceren samen zorgen voor meer dan de helft van de totale voedselkilometers. Daarmee geven de wetenschappers in feite de term "voedselkilometers" een nieuwe betekenis. Volgens De Correspondent kan door het aanvoeren van water, kunstmest en andere grondstoffen zelfs zelf tomaten kweken, met 0 (authentieke) voedselkilometers, meer milieubelasting veroorzaken dan tomaten bij een supermarkt kopen. Volgens het onderzoek zorgen groenten en fruit voor 36 procent van alle transportuitstoot, omdat dat vervoer vaker koeling vraagt, en vlees maar 4 procent. De totale wereldwijde impact van vleesproductie is echter even groot als de impact van het totale aantal voedselkilometers van de hele voedingsketen. Minder vlees en zuivelproducten gebruiken zorgt daarom toch voor een afname van de CO2-uitstoot.